# Масова комунікація
Ма́сова комуніка́ція (англ. Mass communication) — це поняття можна розглядати мінімум в двох аспектах:
1. Як процес передачі інформації групі людей одночасно за допомогою спеціальних технічних засобів — мас-медіа.
2. Як дисципліну, яка вивчає різні засоби за допомогою яких окремі люди і організації передають інформацію через засоби масової інформації великим сегментам населення одночасно (теорія масових комунікацій).

Масова комунікація — фундаментальний стан сучасного суспільства, в якому складна, функціонально диференційована соціальна структура втілена у символічних формах і образах, які здатна сприймати і розуміти корпоративна, масова й індивідуальна свідомість.
Це знаходить вираження на когнітивному рівні через поширення соціально значущої інформації серед аудиторій, які охоплюють більшу частину населення, та інтеркативному рівні через зрощення інформації із системою цінностей і норм різних груп і категорій індивідів, регуляції їхніх контактів із середовищем.
Некоректним є ототожнення масової комунікації з масовою інформацією, оскільки перша орієнтована на діалог, полілог та взаємодію, тоді як остання направлен на зміну установок, атитюдів та трансляцію зразків поведінки.
Інтернет як канал комунікації трансформує поняття масової комунікації, оскільки створює технологічні можливості, які реалізуються через творчий пошук нових форм. Під час технічної модернізації електронних видань застарілими стають тези про односторонність спілкування і незмінність контенту. Разом із тим зниження витрат на створення видавничої продукції поступово демасифікує сучасну масову комунікацію, оскільки дозволяє охоплювати вузькі аудиторії. Слід зазначити, що спрощення поняття масової комунікації до поширення інформації на масового читача неприпустиме, оскільки в такому разі до масового спілкування належатимуть соціально неважливі повідомлення з міжособистісного листування чи інші види необробленої інформації. Тому одним із найважливіших критеріїв масової комунікації є наявність професійної підготовки матеріалів за допомогою спеціальних інститутів — редакцій. Під час дослідження електронних видань українським дослідником Салигою П. Г. було уточнене визначення масової комунікації з урахуванням дигіталізації медіа: «Масова комунікація — це процес поширення професійно підготовлених повідомлень для різних за кількістю та інтересами аудиторій за допомогою технічних пристроїв.»

## Галузь досліджень
Дисципліна вивчає інститути засобів масової інформації і процеси, такі як розповсюдження інформації, а також вплив ЗМІ, наприклад, переконання або маніпулювання масовою думкою. Багато навчальних програм по цій дисципліні орієнтовані на емпіричний аналіз і кількісні дослідження: від статистичного контент-аналізу змісту ЗМІ до дослідження суспільної думки і експериментальних досліджень.

## Поняття комунікації, види комунікації

### Визначення поняття комунікації
Є дуже багато визначень поняття комунікації, але вони не суперечать одне одному, а навпаки доповнюють. Кожне з визначень охоплює певний бік явища, даючи більш ґрунтовне розуміння комунікації.

Комунікація — передача інформації, ідей, оцінок або емоцій від одних людей іншим за допомогою символів.

Символ — знак, щодо значення якого в суспільстві або соціальній групі існує консенсус. Комунікація — соціальна взаємодія, що здійснюється за допомогою повідомлень.

Комунікація — процес за участі двох або більше суб'єктів, що полягає у передачі сигналів (символів, повідомлень) з метою досягнення взаєморозуміння між цими суб'єктами.

Під комунікацією в широкому сенсі розуміються і система, в якій здійснюється взаємодія, і процес взаємодії, і способи спілкування, що дозволяють створювати, передавати і приймати різноманітну інформацію " .
Комунікація є соціально обумовленим процесом передачі і сприйняття інформації в умовах міжособистісного і масового спілкування через канали з допомогою різних комунікативних засобів (вербальних, невербальних та інших)ю 

На загальному рівні подія комунікації включає наступні складові:

1. Джерело інформації.

2. Процес кодування.

3. Повідомлення.

4. Канал передачі інформації.

5. Процес декодування.

6. Отримувач (реципієнт).

7. Потенціал для зворотного зв'язку.

8. Шум (перешкоди для комунікації).

### Види комунікації та їх особливості
| Ознака для порівняння     | Міжособистісна комунікація                                                                | Міжособистісна з використанням технічних засобів                                                                        | Масова комунікація                                                                               |
| ------------------------- | ----------------------------------------------------------------------------------------- | --- | ------------------------------------------------------------------------------------------------ |
| Визначення                | Безпосередній контакт між людьми «вживу» і не《вживу 》навіть як що померла               | Посередництво техніки при збереженні відомості реципієнта для комунікатора                                              | Анонімність реципієнтів для комунікатора                                                         |
| Джерело                   | Один або декілька індивідів                                                               | Індивід або група осіб                                                                                                  | Група людей або індивід, що не мають деталізованої інформації про аудиторії                      |
| Кодування                 | Однокровний- трансформація думок в мову                                                   | Двокрокове: 1-комунікатор переводить думки в слова або символи,2- машина кодує повідомлення для передачі або зберігання | Багатоетапне                                                                                     |
| Повідомлення              | Особисті або публічні, дешеві, важко припинити передачу повідомлення на основі інструкції | Особисті або публічні, порівняно невисока ціна, відносно легко можна припинити                                          | Публічне, може бути легко припинене, одне й те саме повыдомлення для всіх, може дорого коштувати |
| Канал передачі інформації | Різноманітні: слух, зір, нюх, доторк                                                      | Обмежені, одночасно використовуються 1-2, використовується один технічний засіб                                         | Обмежені до 1-2, завжди із застосуваням декількох технічних засобів                              |
| Процес декодування        | Однокроковий, для тих хто сприйняв повідомлення                                           | Двокрокове | Багаторазове                                                                                     |
| Реципієнт                 | Індивід або невелика група                                                                | Одна людина, невелика група або велика група                                                                            | Велика гетерогенна геогрфічно розпорошена група людей                                            |
| Звортний зв'язок          | Негайний                                                                                  | Негайний, відстрочений у часі                                                                                           | Відстрочений у часі, уповільнений                                                                |
| Шум                       | Семантичний, шум середовища                                                               | Семантичний, шум середовища, механічний                                                                                 | Семантичний, шум середовища, механічний                                                          |

## Масова комунікація як соціальний інститут
Масова комунікація — інституціолізоване виробництво і розповсюдження
символічних матеріалів шляхом передачі і накопичення інформації з метою досягнення
суспільного консенсусу.

Особливості масової комунікації:
- Комунікатор — організація, соціальна група, інституція, які розглядають свої функції адекватними комунікації (в персональному вираженні — від диктора до власника каналу).
- Реципієнт комунікації розглядається як елемент соціальної групи або соціальної категорії.
- Канал (медіа) — складна система технічних та соціально-культурних елементів (напр. правові та соціально-культурні норми).
- Повідомлення є продуктом масового виробництва.
- Відкритість і публічність.
- Обмеженість доступу та контрольованість засобів передачі повідомлень.
- Опосередкованість та асиметричність контактів комунікатора та реципієнта.
- Реципієнтом є множина, а не індивід.
- На відносини комунікатор-реципієнт впливають інституційні норми і приписи[9].

Д. Мак-Квейл вказує на важливість медій як соціального інституту, який треба досліджувати і знати особливості функціонування.

Мас-медії:
- сприяють зростанню і змінам в індустрії управління персоналом, продукуванню товарів і послуг, пожвавленню зв'язків у промисловості; вміщують інституцію самі в собі, розвиваючи власні правила і норми, які пов'язують цю інституцію з іншими соціальними інституціями;
- є владним ресурсом — у значенні контролю, управління та інновацій у суспільстві, який може бути замінником для сили та інших ресурсів;
- виступають ареною, де здійснюється публічне, національне та міжнародне життя;
- часто виступають місцем розвитку культури, в сенсі мистецтва і символічних форм, також звичаїв, мод, стилів життя і норм;
- стали головним джерелом визначень і представлень соціальної реальності для індивідуумів, груп і суспільств; вони виражають цінності та нормативні рішення, нерозривно перемішані з новинами та розвагами.

## Об'єкт та предмет соціології масової комунікації
Соціологія масових комунікацій — галузь соціології, що вивчає закономірності масових інформаційних явищ і процесів, діяльність соціальних інститутів, що виробляють та поширюють масову інформацію.

Об'єкт — об'єктивно існуюча, що протікає в режимі реального часу масово-комунікативна діяльність як підсистема суспільства, що виступає як цілісна система.

Предмет— сукупність закономірностей вищевказаної сфери діяльності, дослідження яких визначає структуру даної наукової дисципліни, а саме взаємодія комунікатора, аудиторії, вивчення змісту, особливостей сприйняття масової інформації, вивчення соціальних аспектів функціонування окремих засобів масової комунікації. Він містить у собі всі рівні — від теоретичного і до рівня емпіричних досліджень, що поширюються як на дослідження об'єкта масово- комунікативної діяльності — масову аудиторію, так і на дослідження структур самих масових комунікацій та засобів їх функціонування .
Реалізації цього завдання більшою мірою відповідає другий з позначених напрямів у розвитку соціології масових комунікацій, який здійснюється в основному в руслі наук, що вивчають журналістику. Це зумовило зміст, форми, рівні і категоріальне наповнення даного наукового напрямку соціологічного знання.

## Макропарадигми досліджень масової комунікації: функціоналізм та конфлікціонізм
| Функціоналізм | Конфлікціонізм |
| --- | --- |
| Масова комунікація — соціальна інституція, а тому реалізує певні соціальні функції та має певні дисфункції | Масова комунікація — соціальна інституція, а тому реалізує певні соціальні функції та має певні дисфункції.                    |
| Соціально-культурний контекст виникнення парадигми — Алексис де Токвіль «Демократія в Америці». Розглядає як головну функцію масової комунікації трансляцію ставлення мас до певної проблеми (публічне ставлення). | Чарльз-Райт Мілз «Правляча еліта»: вгорі — еліта, внизу — суспільство мас, яким маніпулюють з допомогою медіа.                 |
| Аудиторія обирає ту чи іншу інформацію. | Протиставлення об'єктивних та штучних прагнень, породжених фальшивою свідомістю.                                               |
| Всі реципієнти інформації однаково її прагнуть. Масова комунікація — «соціальний клей» для інтеграції суспільства.                                                                                                 | Масова комунікація — поле боротьби конфліктних опіній, джерелом яких є різні групові інтереси (в першу чергу власників медіа). |

## Напрямки досліджень медіа

### Структурний (структуралістський) підхід
Структурний підхід бере початок в соціології, але поєднує також історичні, політико-правові та економічні аспекти. Є скоріше соціоцентричним, ніж медіяцентричним. Головний об'єкт дослідження — медійні системи й організації та їхні зв'язки із суспільством. У вивченні змісту цей підхід зосереджується на впливові соціальної структури та медійної системи на зміст, медіа сприймається як інституція, що сприяє суспільним трансформаціям. Наприклад, вплив політичного маркетингу на проведення виборів теорії чи роль менеджменту новин та піару в урядовій політиці. Основна динаміка медійних явищ полягає у застосуванні влади, у господарському та соціально організованому застосуванні технологій.

### Біхевіоральний (організаційний) підхід
Основа — психологія та соціальній психологія, але існує й соціологічний різновид.

Основний об'єкт дослідження — це індивідуальна людська поведінка, особливо у виборі, опрацюванні комунікативних послань і реакції на них. Використання медій розглядають як раціональну вмотивовану дію, яка має конкретні функції та об'єктивні наслідки або корисна для індивіда. 

Психологічні підходи найчастіше послуговуються експериментальними методами дослідження, вивчаючи окремих осіб. Соціологічні ж — вивчають поведінку членів соціально-визначених груп і віддають перевагу багатоваріантному аналізові даних опитувань, зібраних у природних умовах. Осіб класифікують відповідно до змінних: суспільної позиції, схильностей та поведінки — цими змінними можна керувати статистично. У вивченні організацій загальноприйнятим є метод спостереження «з середини». Аналіз змісту часто практикують як форму біхевіорального дослідження, прирівнюючи медійні документи (тексти) до груп населення, які також можна поділити за зразками і застосувати до них аналіз статистичної змінної. В рамках цього підходу вивчають медіа-професії, політекономію ЗМІ, медіа-практики, організаційну структуру та ролі, взаємодію медій з соціально-політичним середовищем).

### Культурний (культуралістський)підхід
Ґрунтується на гуманітарних науках, антропології та лінгвістиці. Попри великі можливості, його, зазвичай, застосовують лише до проблем значення та мови, до деталей деяких суспільних контекстів і культурної практики (медіа як мистецтво). Дослідження медій — це частина ширшого кола культурознавчих досліджень. Цей підхід більше «медіяцентричний» (хоча й не цілковито), він чутливий до відмінностей між медіями та до ситуацій медійного творення і сприйняття. Головні його методи — це якісний та глибинний аналіз діяльності, яка визначає суспільство й індивіда, а також аналіз та інтерпретація «текстів».

## Зв'язок з іншими дисциплінами
Психологія масової комунікації — нова метанаука, яка досліджує за допомогою психологічного інструментарію масові комунікаційні процеси, в яких суб'єктами виступають комунікатори (ведучі, автори програм і т. д.) і реципієнти (масовий отримувач інформації мовного або текстового повідомлення).

## Дослідження в галузі масових комунікацій
Серед глобальних проблем дослідники все частіше називають можливості використання інформації з метою впливу її на масову свідомість. Розвиток масових комунікаційних процесів сприяє за великим рахунком розвитку всієї цивілізації
Наприкінці XIX—початку XX століття Чарльз Кулі засобами масової комунікації називав газети, пошту, телеграф, залізниці, освіту.
Ще одним елементом теорії масової комунікації стало поняття «публіки», введене в епоху виникнення масмедіа в роботах Г. Тарда, Ч. Кулі, В. Ліппмана і пізніше розроблено Г. Блумером і Г. Лассуелом.
Під публікою вони розуміли сукупність індивідів, які на відміну від маси як такої, адекватно усвідомлюють свої інтереси, активно задіяні в процесі їх реалізації і, відповідно, володіють своєю публічно або особисто вираженою думкою (що в свою чергу ставить дії публіки в зв'язок з публічною формою здійснення державної влади).
В середині XX століття проблеми масових комунікацій розглядав у своїх роботах Маршалл Маклуен.